# Flarkbäcken
Flarkbäcken är ett vattendrag i mellersta Västerbotten, Robertsfors kommun. Längd cirka 20 km. Flarkbäcken är näst största biflödet till Flarkån, som den rinner ihop med i byn Flarken.